# کالج ولزلی
کالج ولزلی (انگلیسی: Wellesley College) یکی از معتبرترین کالج‌های هنرهای آزاد در آمریکاست و برترین کالج هنرهای آزاد بانوان است که در ولزلی، ماساچوست واقع شده است. هنری و پائولین دورانت این کالج در سال ۱۸۷۰ میلادی تأسیس کردند.
از معروفترین تحصیل‌کردگان این کالج می‌توان به افراد زیر اشاره کرد:
- هیلاری کلینتون
- مادلین آلبرایت
- سونگ می لینگ
- دایان سایر